# Zlatni globus
Zlatni globus (eng. Golden Globe) je američka filmska nagrada koja se dodjeljuje filmskim, a od 1970. i televizijskim uradcima jednom godišnje tijekom formalne večere. 

## Uvod
Nakon Oscara, Zlatni globus je druga najznačajnija mainstream filmska nagrada, a često je i glavni indikator za favorite za Oscara. Osnovana je 1943. godine, a glasačko tijelo (Hollywood Foreign Press Association ili skraćeno HFPA) sačinjava žiri stranih novinara koji broji 86 članova. Razdoblje lobiranja i prihvaćanja kandidata za nominacije počinje 1. listopada. Prijenos dodjele Zlatnog globusa uglavnom kotira treći na listi najgledanijih showova dodjele nagrada, iza Oscara i Grammyja. Prije je dodjela emitirana na TBS-u, no od 1996. se emitira na kanalu NBC.
Beverly Hills Hotel, Hollywood Knickerbocker Club i Hollywood Roosevelt Hotel su najčešće lokacije na kojima se održava svečanost. Glavne nagrade za film i TV seriju podijeljene su u dva dijela: za najbolji film, glumca i glumicu za komediju ili mjuzikl, a drugi za dramu. Ostale kategorije dodjeljuju se u istim kategorijama nebitno o žanru. Nominacije se objavljuju svake godine sredinom prosinca, a nagrade se održavaju krajem ili sredinom siječnja.

## Popis nagrađenih filmova i TV serija
|       | Najbolji film – drama               | Najbolji film - mjuzikl ili komedija              | Najbolja TV serija - drama | Najbolja TV serija - komedija |
| ----- | ----------------------------------- | ------------------------------------------------- | -------------------------- | ----------------------------- |
| 2024. | Brutalist                           | Emilia Pérez                                      | Šogun                      | Komičari                      |
| 2023. | Oppenheimer                         | Uboga stvorenja                                   | Nasljeđe                   | Medvjed                       |
| 2022. | Fabelmanovi                         | Duhovi otoka                                      | Zmajeva kuća               | Abbott Elementary             |
| 2021. | Šape pasje                          | Priča sa zapadne strane                           | Nasljeđe                   | Hacks                         |
| 2020. | Zemlja nomada                       | Borat 2                                           | Kruna                      | Schitt's Creek                |
| 2019. | 1917.                               | Bilo jednom… u Hollywoodu                         | Nasljeđe                   | Fleabag                       |
| 2018. | Bohemian Rhapsody                   | Zelena knjiga: Vodič za život                     | Amerikanci                 | The Kominsky Method           |
| 2017. | Tri plakata izvan grada             | Lady Bird                                         | Sluškinjina priča          | The Marvelous Mrs. Maisel     |
| 2016. | Moonlight                           | La La Land                                        | Kruna                      | Atlanta                       |
| 2015. | Povratnik                           | Marsovac                                          | Mr. Robot                  | Mozart in the Jungle          |
| 2014. | Odrastanje                          | Hotel Grand Budapest                              | Preljub                    | Transparent                   |
| 2013. | 12 godina ropstva                   | Američki varalice                                 | Na putu prema dolje        | Brooklyn Nine-Nine            |
| 2012. | Argo                                | Jadnici                                           | Homeland                   | Djevojke                      |
| 2011. | Nasljednici                         | Umjetnik                                          | Homeland                   | Moderna obitelj               |
| 2010. | Društvena mreža                     | Djeca su dobro                                    | Carstvo poroka             | Glee                          |
| 2009. | Avatar                              | Mamurluk                                          | Momci s Madisona           | Glee                          |
| 2008. | Milijunaš s ulice                   | Vicky Cristina Barcelona                          | Momci s Madisona           | Televizijska posla            |
| 2007. | Okajanje                            | Sweeney Todd: Đavolji brijač Fleet Streeta        | Momci s Madisona           | Statisti                      |
| 2006. | Babel                               | Komadi iz snova                                   | Uvod u anatomiju           | Ružna Betty                   |
| 2005. | Planina Brokeback                   | Hod po rubu                                       | Izgubljeni                 | Kućanice                      |
| 2004. | Avijatičar                          | Stranputica                                       | Reži me                    | Kućanice                      |
| 2003. | Gospodar prstenova: Povratak kralja | Izgubljeni u prijevodu                            | 24                         | U uredu                       |
| 2002. | Sati                                | Chicago                                           | Na rubu zakona             | Bez oduševljenja, molim       |
| 2001. | Genijalni um                        | Moulin Rouge                                      | Dva metra pod zemljom      | Seks i grad                   |
| 2000. | Gladijator                          | Korak do slave                                    | Zapadno krilo              | Seks i grad                   |
| 1999. | Vrtlog života                       | Priča o igračkama 2                               | Obitelj Soprano            | Seks i grad                   |
| 1998. | Spašavanje vojnika Ryana            | Zaljubljeni Shakespeare                           | Pravda za sve              | Ally McBeal                   |
| 1997. | Titanic                             | Bolje ne može                                     | Dosjei X                   | Ally McBeal                   |
| 1996. | Engleski pacijent                   | Evita                                             | Dosjei X                   | Treći kamenčić od Sunca       |
| 1995. | Razum i osjećaji                    | Praščić Babe                                      | Za istim stolom            | Cybill                        |
| 1994. | Forrest Gump                        | Kralj lavova                                      | Dosjei X                   | Frasier Lud za tobom          |
| 1993. | Schindlerova lista                  | Tatica u suknji                                   | Njujorški plavci           | Seinfeld                      |
| 1992. | Miris žene                          | Igrač                                             | Život na sjeveru           | Roseanne                      |
| 1991. | Bugsy                               | Ljepotica i zvijer                                | Život na sjeveru           | Brooklynski most              |
| 1990. | Ples s vukovima                     | Zelena karta                                      | Twin Peaks                 | Kafić Uzdravlje               |
| 1989. | Rođen 4. srpnja                     | Vozeći gospođicu Daisy                            | Kineska plaža              | Murphy Brown                  |
| 1988. | Kišni čovjek                        | Zaposlena djevojka                                | thirtysomething            | The Wonder Years              |
| 1987. | Posljednji kineski car              | Nada i slava                                      | Zakon u L.A.-u             | Zlatne djevojke               |
| 1986. | Vod smrti                           | Hannah i njezine sestre                           | Zakon u L.A.-u             | Zlatne djevojke               |
| 1985. | Moja Afrika                         | Čast Prizzijevih                                  | Ubojstvo, napisala je      | Zlatne djevojke               |
| 1984. | Amadeus                             | Lov na zeleni dijamant                            | Ubojstvo, napisala je      | Cosby Show                    |
| 1983. | Vrijeme nježnosti                   | Yentl                                             | Dinastija                  | Slava                         |
| 1982. | E.T.                                | Tootsie                                           | Hill Street Blues          | Slava                         |
| 1981. | Ljetnikovac na Zlatnom jezeru       | Arthur                                            | Hill Street Blues          | M*A*S*H                       |
| 1980. | Obični ljudi                        | Rudareva kći                                      | Šogun                      | Taksi                         |
| 1979. | Kramer protiv Kramera               | Četiri prijatelja                                 | Lou Grant                  | Taksi Alice                   |
| 1978. | Ponoćni ekspres                     | Nebo može čekati                                  | 60 minuta                  | Taksi                         |
| 1977. | Životna prekretnica                 | Djevojka za zbogom                                | Korijeni                   | All in the Family             |
| 1976. | Rocky                               | Zvijezda je rođena                                | Bogataš i siromah          | Barney Miller                 |
| 1975. | Let iznad kukavičjeg gnijezda       | Sunčani momci                                     | Kojak                      | Barney Miller                 |
| 1974. | Kineska četvrt                      | Zatvorski krug                                    | Upstairs, Downstairs       | Rhoda                         |
| 1973. | Egzorcist                           | Američki grafiti                                  | Waltonovi                  | All in the Family             |
| 1972. | Kum                                 | Cabaret                                           | Columbo                    | All in the Family             |
| 1971. | Francuska veza                      | Guslač na krovu                                   | Mannix                     | All in the Family             |
| 1970. | Ljubavna priča                      | M*A*S*H                                           | Medical Center             | The Carol Burnett Show        |
| 1969. | Anne od tisuću dana                 | Tajna Svete Viktorije                             | Dr. Marcus Welby           | The Guvernor and J.J.         |
| 1968. | Zima jednog lava                    | Smiješna djevojka                                 |                            |                               |
| 1967. | U vrelini noći                      | Diplomac                                          |                            |                               |
| 1966. | Čovjek za sva vremena               | Rusi dolaze, Rusi dolaze                          |                            |                               |
| 1965. | Doktor Živago                       | Moje pjesme, moji snovi                           |                            |                               |
| 1964. | Becket                              | My Fair Lady                                      |                            |                               |
| 1963. | Kardinal                            | Tom Jones                                         |                            |                               |
| 1962. | Lawrence od Arabije                 | Dodir Minka Glazbenik                             |                            |                               |
| 1961. | Topovi s Navaronea                  | Većina jednoga Priča sa zapadne strane            |                            |                               |
| 1960. | Spartak                             | Apartman Pjesma bez kraja — Priča o Franzu Lisztu |                            |                               |
| 1959. | Ben-Hur                             | Neki to vole vruće Porgy i Bess                   |                            |                               |
| 1958. | Bijeg u lancima                     | Auntie Mame                                       |                            |                               |
| 1957. | Most na rijeci Kwai                 | Les Girls                                         |                            |                               |
| 1956. | Put oko svijeta u 80 dana           | Kralj i ja                                        |                            |                               |
| 1955. | Istočno od Raja                     | Momci i djevojke                                  |                            |                               |
| 1954. | Na dokovima New Yorka               | Carmen Jones                                      |                            |                               |
| 1953. | Tunika                              |                                                   |                            |                               |
| 1952. | Najveća predstava na svijetu        | S pjesmom u srcu                                  |                            |                               |
| 1951. | Mjesto pod suncem                   | Amerikanac u Parizu                               |                            |                               |
| 1950. | Bulevar sumraka                     |                                                   |                            |                               |
| 1949. | Svi kraljevi ljudi                  |                                                   |                            |                               |
| 1948. | Johnny Belinda Blago Sierra Madre   |                                                   |                            |                               |
| 1947. | Džentlmenski sporazum               |                                                   |                            |                               |
| 1946. | Najbolje godine naših života        |                                                   |                            |                               |
| 1945. | Izgubljeni vikend                   |                                                   |                            |                               |
| 1944. | Idući svojim putem                  |                                                   |                            |                               |
| 1943. | Bernadettina pjesma                 |                                                   |                            |                               |

## Kategorije
- Zlatni globus za najbolji film – drama
- Zlatni globus za najbolji film – komedija ili mjuzikl
- Zlatni globus za najbolju režiju
- Zlatni globus za najbolji scenarij
- Zlatni globus za najboljeg glumca – drama
- Zlatni globus za najbolju glumicu – drama
- Zlatni globus za najboljeg glumca – komedija ili mjuzikl
- Zlatni globus za najbolju glumicu – komedija ili mjuzikl
- Zlatni globus za najboljeg sporednog glumca
- Zlatni globus za najbolju sporednu glumicu
- Zlatni globus za najbolju originalnu glazbu
- Zlatni globus za najbolji film na stranom jeziku
- Zlatni globus za najbolju TV seriju - drama
- Zlatni globus za najbolju TV seriju - mjuzikl ili komedija
- Zlatni globus za najbolju miniseriju ili TV film
- Zlatni globus za najboljeg glumca u televizijskoj seriji - drama
- Zlatni globus za najboljeg glumca u televizijskoj seriji - mjuzikl ili komedija
- Zlatni globus za najboljeg glumca u miniseriji ili TV filmu
- Zlatni globus za najbolju glumicu u televizijskoj seriji - drama
- Zlatni globus za najbolju glumicu u televizijskoj seriji - mjuzikl ili komedija
- Zlatni globus za najbolju glumicu u miniseriji ili TV filmu
- Zlatni globus za najboljeg sporednog glumca - serija, miniserija ili TV film
- Zlatni globus za najbolju sporednu glumicu - serija, miniserija ili TV film

### Bivše nagrade
- Zlatni globus za najboljeg mladog glumca

## Vanjske poveznice
- HFPA - Međunarodno udruženje novinara  Arhivirana inačica izvorne stranice od 13. prosinca 2013. (Wayback Machine)
- IMDb - popis pobjednika Zlatnog globusa od 1944. do danas  Arhivirana inačica izvorne stranice od 11. travnja 2010. (Wayback Machine)
- Intervju s Anitom Weber, bivšom članicom glasača Zlatnog globusa  Arhivirana inačica izvorne stranice od 27. rujna 2007. (Wayback Machine)
- CNN-ova reportaža o Zlatnom globusu  Arhivirana inačica izvorne stranice od 7. prosinca 2006. (Wayback Machine)